# تاکو تاکوچی
تاکو تاکوچی (انگلیسی: Taku Takeuchi؛ زادهٔ ۲۰ مهٔ ۱۹۸۷) اسکی‌باز پرش اهل ژاپن است.